# Arroyo Centurión
El arroyo Centurión es un curso de agua uruguayo, ubicado en el departamento de Cerro Largo, nace en la Sierra de Ríos, un ramal de la Cuchilla Grande y desemboca en el río Yaguarón.
Recorre el Paisaje protegido Paso Centurión y Sierra de Ríos, cercano a la localidad de Centurión.